# Elazığspor
Az Elaziğspor Kulübü Derneği̇ egy török labdarúgócsapat Elazığ városában.
2019. január 30-án téli átigazolási időszak utolsó két órájában 22 két játékost szerződtettet, miután a szerződtetésekkel kapcsolatos tiltás fel lett függesztve a török labdarúgó-szövetség jóváhagyásával. Két óra leforgása alatt 12 játékost véglegesen szerződtettek, míg 10 labdarúgó kölcsönbe írta alá az együtteshez.

## Sikerlista
- Török harmadosztály:
  - Bajnok (1): 2010-2011
- Török negyedosztály:
  - Bajnok (4): 1974-1975, 1985-1986, 1989-1990, 1994-1995

## Keret
2019. február 2-i állapotnak megfelelően.
| #  |     | Poszt | Név                                                            |
| -- | --- | ----- | -------------------------------------------------------------- |
| 4  | MLI | V     | Idrissa Diarra                                                 |
| 5  | TUR | V     | Onur Alsu                                                      |
| 8  | BEL | KP    | Kadir Bekmezci                                                 |
| 9  | TUR | CS    | Ahmet Aras                                                     |
| 12 | TUR | K     | Ali Karataş                                                    |
| 13 | TUR | V     | Adem Alkaşi                                                    |
| 17 | TUR | KP    | Enes Kaplan                                                    |
| 26 | SEN | CS    | Lamine Diarra                                                  |
| 48 | TUR | V     | Eren Çinkılınç                                                 |
| 50 | TUR | CS    | Selim Özeren                                                   |
| 80 | TUR | KP    | Kadir Taşoğlu                                                  |
| 95 | TUR | K     | Ahmet Doğan                                                    |
| 96 | TUR | KP    | Erhan Çinar                                                    |
|    | TUR | KP    | Cengizhan Akgün                                                |
|    | TUR | K     | Ahmet Sabri Fener                                              |
|    | TOG | V     | Serge Akakpo                                                   |
|    | TUR | K     | Emrah Gür                                                      |
|    | TUR | KP    | Abdulkadir Kayalı                                              |
|    | TUR | KP    | Muhammed Ildız                                                 |
|    | GER | KP    | Dersim-Sahan Kaynak (kölcsönben a Yeni Malatyaspor csapatától) |

| # |     | Poszt | Név                                                           |
| - | --- | ----- | ------------------------------------------------------------- |
|   | MLI | CS    | Boubacar Traore (kölcsönben az Adana Demirspor csapatától)    |
|   | TUR | V     | Gökhan Akkan (kölcsönben a Yeni Malatyaspor csapatától)       |
|   | TUR | KP    | Mustafa Eskihellaç (kölcsönben a Yeni Malatyaspor csapatától) |
|   | TUR | K     | Nuh Naci Kırlangıçoğlu (kölcsönben a Kayserispor csapatától)  |
|   | TUR | CS    | Christian Bekamenga                                           |
|   | TUR | V     | Rüştü Hanlı (kölcsönben a Bursaspor csapatától)               |
|   | TUR | KP    | Emir Gökçe                                                    |
|   | TUR | V     | Tufan Kelleci                                                 |
|   | TUR | V     | Ahmet Burak Solakel                                           |
|   | TUR | V     | Yiğitcan Erdoğan                                              |
|   | TUR | CS    | Serdar Özbayraktar                                            |
|   | MRT | KP    | Diallo Guidileye                                              |
|   | TUR | KP    | Murat Ceylan                                                  |
|   | GRE | KP    | Jórgosz Jeorjiádisz                                           |